# Pakt Brianda-Kellogga

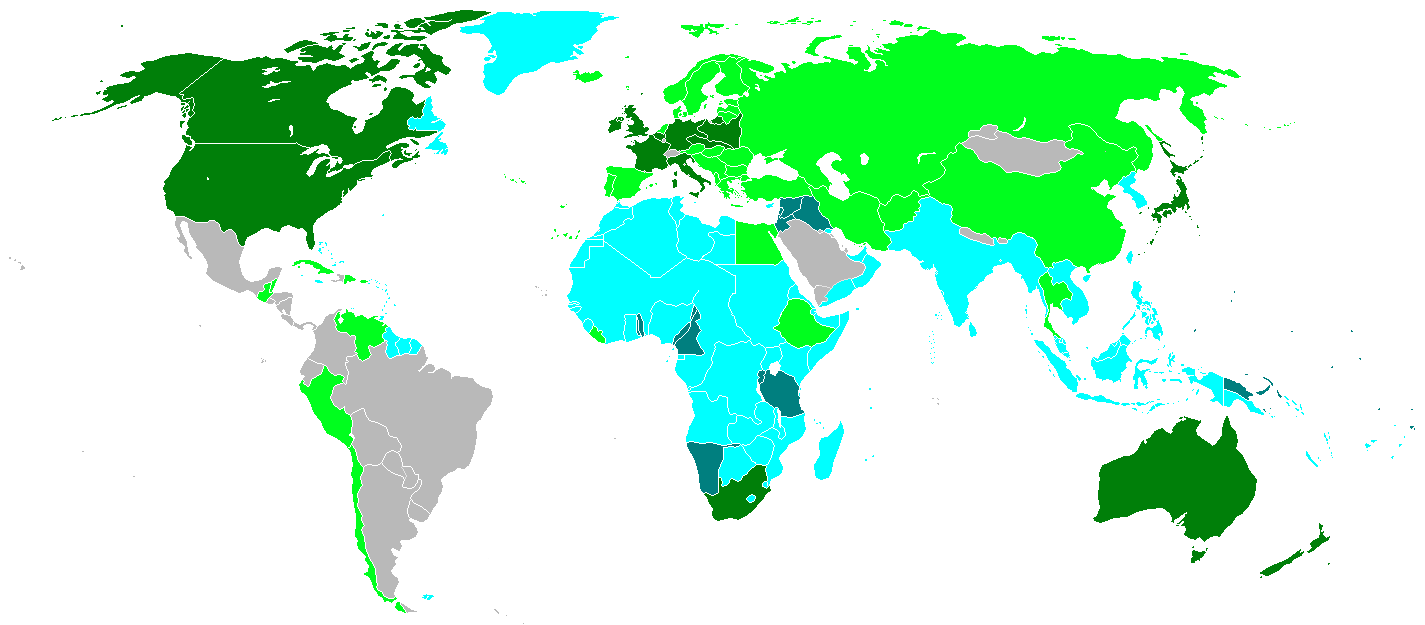
Ciemnozielony: założyciele
Jasnozielony: przystąpienia
Jasnoniebieski: kolonie stron
Ciemnoniebieski: terytoria mandatowe stron

Pakt Brianda–Kellogga, Traktat Przeciwwojenny, znany również jako pakt paryski – międzynarodowy traktat ustanawiający wyrzeczenie się wojny jako instrumentu polityki narodowej. Został zaproponowany w 1927 roku przez Aristide Brianda, ministra spraw zagranicznych Francji, jako traktat między Stanami Zjednoczonymi i Francją, zakazujący prowadzenia wojny między tymi krajami. Była to próba włączenia Stanów Zjednoczonych we francuski system bezpieczeństwa. Briand zdobył poparcie amerykańskich ruchów pacyfistycznych, które naciskały na swój rząd, by podpisał traktat.
Frank Billings Kellogg, sekretarz stanu Stanów Zjednoczonych, odpowiedział propozycją zawarcia wielostronnego paktu, który miał odrzucić wojnę jako instrument prowadzenia polityki. Propozycję Kellogga zaakceptował Briand.
Po negocjacjach 27 sierpnia 1928 r. w Paryżu pakt podpisało 15 krajów: Australia, Kanada, Czechosłowacja, Niemcy, Indie, Wolne Państwo Irlandzkie, Włochy, Nowa Zelandia, Afryka Południowa, Wielka Brytania, Stany Zjednoczone, Polska, Belgia, Francja i Japonia. 
Wejście Paktu w życie nastąpiło 24 lipca 1929 z chwilą złożenia dokumentu ratyfikacji przez wszystkie państwa założycielskie. Do tej daty przystąpiło dalszych 29 państw: Afganistan, Albania, Austria, Bułgaria, Chiny, Dania, Dominikana, Egipt, Estonia, Finlandia, Gwatemala, Holandia, Hiszpania, Irlandia, Jugosławia, Kuba, Litwa, Liberia, Łotwa, Nikaragua, Norwegia, Panama, Peru, Portugalia, Rumunia, Syjam, Szwecja, Turcja i ZSRR. Następnie uczyniły to Chile, Ekwador, Wolne Miasto Gdańsk, Grecja, Haiti, Hidżaz, Honduras, Iran, Islandia, Kolumbia, Kostaryka, Luksemburg, Meksyk, Łotwa, Paragwaj, Szwajcaria, Wenezuela, Węgry. Ostatecznie Pakt podpisały 62 kraje. W 1971 Barbados uznał, że Pakt obowiązuje go na zasadzie sukcesji, Antigua i Barbuda oraz Dominika uczyniły to w 1988.
Zgodnie z wymogami ustalonymi przez Traktat wersalski w art. 18 Pakt zarejestrowano w Sekretariacie Ligi Narodów 4 września 1929 pod nr 2137.
Pakt składa się ze wstępu i trzech artykułów. Artykuł 1 potępia uciekanie się do wojny w celu rozwiązywania sporów międzynarodowych i nakazuje rezygnację z niej jako narzędzia polityki narodowej we wzajemnych stosunkach państw – stron. Art. 2 uznaje, że rozstrzyganie wszystkich sporów i konfliktów bez względu na ich naturę lub pochodzenie, które mogłyby powstać między stronami, powinno być osiągane zawsze tylko za pomocą środków pokojowych. Art. 3 uzależnia wejście w życie od złożenia w Waszyngtonie dokumentów ratyfikacyjnych przez 15 państw założycielskich, zaznaczając, że pakt pozostanie otwarty tak długo, jak długo tego będzie potrzeba do przystąpienia doń wszystkich Mocarstw Świata.
Językami autentycznymi są angielski i francuski, depozytariuszem jest rząd USA.

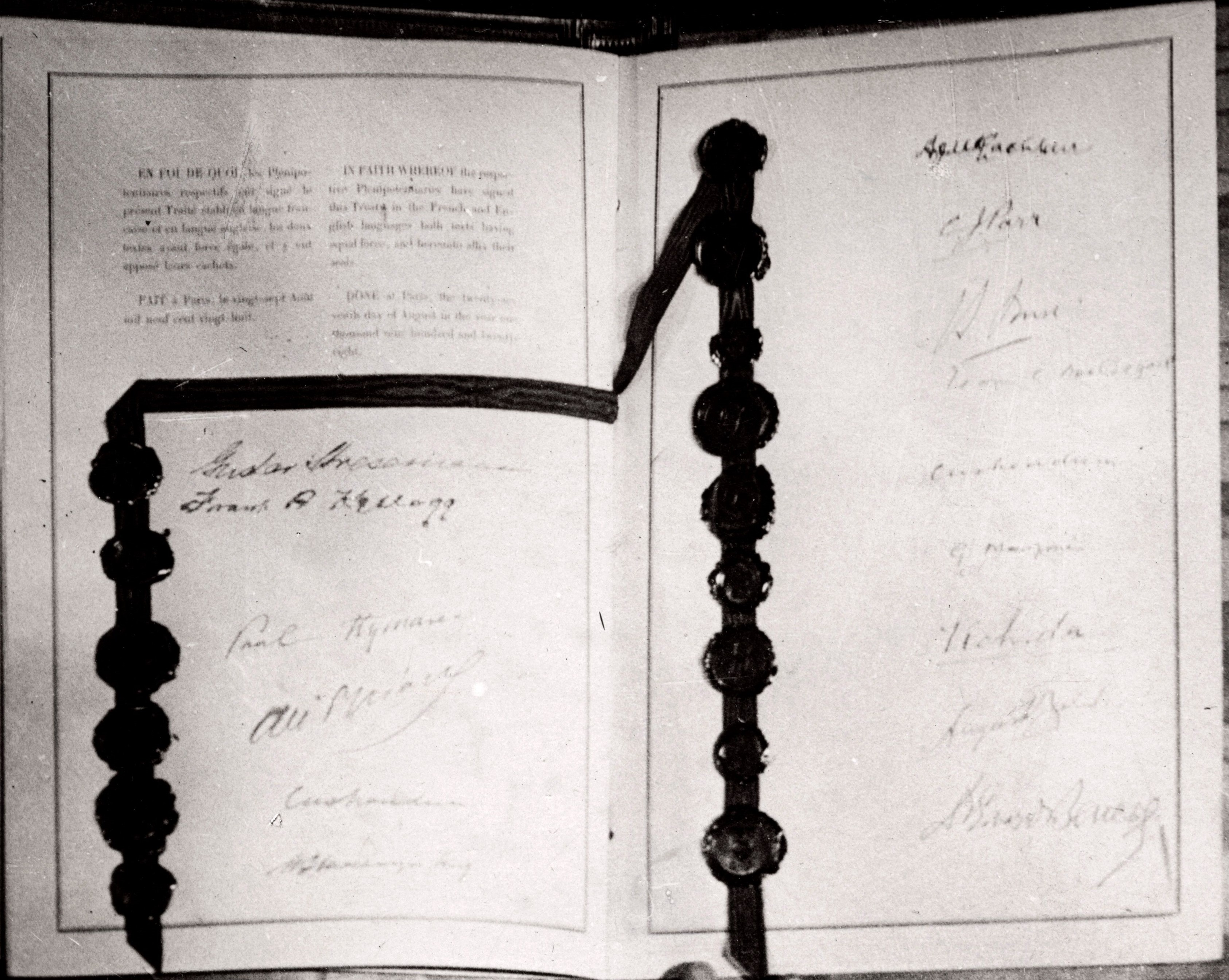
Podpisy delegatów państw założycielskich
Przemowa Brianda
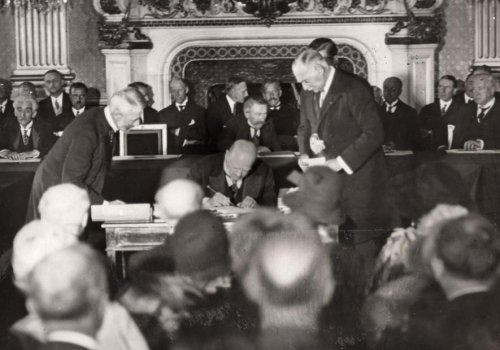
Podpisanie przez Stresemanna
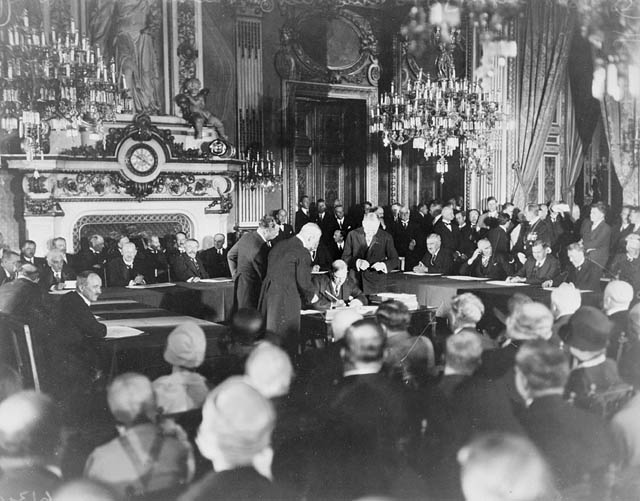
Podpisanie przez Mackenzie Kinga

Pakt, nakazując rezygnację z wojny bez rozróżnienia na wojny agresywne i obronne, nie określa sankcji grożących za jego naruszenie. Preambuła głosi każde Mocarstwo podpisujące, które by odtąd starało się rozwijać swoje interesy narodowe uciekając się do wojny będzie musiało być pozbawione korzyści traktatu niniejszego z czego domniemywać można dopuszczalność wojny obronnej, brak takiej wzmianki wyrażonej wprost.
Na Pakt powoływały się ówczesne pakty nieagresji. Na przykład pakt o nieagresji między Polską a ZSRR (1932) według swego wstępu zawarty został w celu rozwinięcia i uzupełnienia Traktatu, podpisanego w Paryżu 27 sierpnia 1928 roku. Deklaracja polsko-niemiecka o niestosowaniu przemocy z 26 stycznia 1934 w akapicie 2 mówiła, że strony są zdecydowane opierać swoje wzajemne stosunki na zasadach zawartych w Pakcie Paryskim z dnia 27 sierpnia 1928 r.
Ponieważ Pakt Brianda–Kelloga został zawarty poza Ligą Narodów, nie został unieważniony wraz z jej rozwiązaniem. Formalnie nadal jest wiążącym aktem prawa międzynarodowego, nie zawiera klauzuli umożliwiającej wypowiedzenie go.
Pierwszą okazją zastosowania był konflikt o Kolej Wschodniochińską, który wybuchł wkrótce po wejściu Paktu w życie i został szybko zakończony.
W praktyce Pakt nie spełnił swojego głównego celu – zaniechania wojny. W tym sensie nie wniósł żadnego realnego wkładu do międzynarodowego pokoju, a swoją nieskuteczność okazał już w 1931 r. wraz z inwazją japońską w Mandżurii i w 1935 r. z włoską inwazją w Etiopii. Wprowadzony przez układ zakaz agresji był wielokrotnie łamany, jednak nawet państwa dopuszczające się aktów agresji nigdy nie kwestionowały otwarcie i oficjalnie zasady zakazu wojny napastniczej, lecz twierdziły z reguły, że agresji dokonała strona przeciwna, działania zostały podjęte na prośbę albo w interesie władz lub ludności państwa zaatakowanego, względnie iż akcja nie ma charakteru działań wojennych, lecz jedynie „akcji policyjnej lub porządkowej” przeciwko „bandytom”, lub wreszcie że napadnięte państwo „przestało istnieć”, a przez to „zawarte z nim traktaty utraciły moc”.
Pakt pozostaje istotnym traktatem wielostronnym, gdyż oprócz zobowiązania, jakie stwarzał jego sygnatariuszom, stanowił także prawną bazę do ustanowienia międzynarodowej normy, że użycie siły wojskowej jest z definicji nielegalne, a uzyskane w ten sposób zdobycze nie będą uznane (por. doktryna Stimsona). W szczególności pakt posłużył jako prawna podstawa do wprowadzenia pojęcia zbrodni przeciwko pokojowi – w oparciu o nie Trybunał Norymberski skazał pewną liczbę osób za wywołanie II wojny światowej.
Zakaz wojny agresywnej został potwierdzony i rozszerzony przez Kartę Narodów Zjednoczonych, która stwierdza w artykule 2, paragraf 4, że Wszyscy członkowie Organizacji powstrzymają się w swych stosunkach międzynarodowych od groźby użycia siły lub użycia jej przeciwko integralności terytorialnej lub niezawisłości politycznej któregokolwiek państwa bądź w jakikolwiek inny sposób niezgodny z celami Organizacji Narodów Zjednoczonych. Konsekwencją tego jest to, że po drugiej wojnie światowej rozmaite kraje, podejmując akcję wojskową, powoływały się na prawo do samoobrony czy obrony zbiorowej.